# Dušan Kuciak

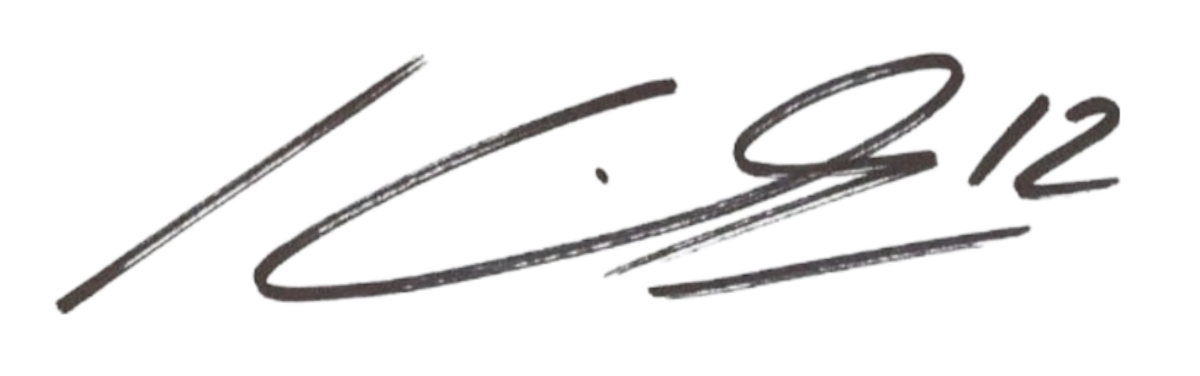
Autógrafo

Dušan Kuciak (Žilina, 21 de maio de 1985), é um futebolista Eslovaco que atua como goleiro. Atualmente, joga pelo Hull City.

## Títulos

### MŠK Žilina
- Campeonato Eslovaco de Futebol: 2007
- Copa da Eslováquia: 2007

### FC Vaslui
- Taça Intertoto da UEFA: 2008

### Legia Varsóvia
- Campeonato Polonês (3): 2012/13, 2013/14, 2015/16
- Copa da Polônia (3): 2011/12, 2014/15, 2015/16